# إروين باور
إروين باور (بالألمانية: Erwin Bauer) (مواليد 1912 - الوفاة 1958) كان سائق فورملا 1 ألماني سابق. بدأ نشاطه في بطولة العالم لسباقات الفورمولا واحد موسم 1953.

## سباقات شارك فيها
- لو مان 24 ساعة
- جائزة ألمانيا الكبرة 1953